# 道の駅やよい
道の駅やよい（みちのえき やよい）は、大分県佐伯市弥生にある国道10号の道の駅である。

## 施設
- 駐車場
  - 普通車：197台
  - 大型車：7台
  - 身障者用：1台
- トイレ
  - 男：大 4器（2器）、小 7器（4器）
  - 女：8器（4器）
  - 身障者用：1器（1器）

※（）内は、24時間利用可能
- 公衆電話
- 公衆FAX
- レストラン「ふれあい広場」（10:00 - 18:00）
- 売店「弥生ぴかいち」（8:30 - 18:30）
- 温浴施設「やよいの湯」10:30 - 23:00）
  - 洋風風呂と和風風呂があり、洋風風呂には「死海の湯」があることで知られる。洋風風呂は奇数日が女性・偶数日が男性。和風風呂はその逆。
- 淡水魚水族館「番匠おさかな館」（10:00 - 18:00）
- 情報コーナー

## 休館日
- 12月31日（やよいの湯、番匠おさかな館は営業）

## アクセス
- 国道10号 - 登録路線
  - 大分県道35号三重弥生線

## 周辺
- 番匠川
- 佐伯市弥生振興局
- コスモタウンフリーモール佐伯
- E10 東九州自動車道 : (18) 佐伯インターチェンジ